# Mačecha
Mačecha (Мачеха) è un film del 1973 diretto da Oleg Aleksandrovič Bondarёv.

## Trama
Nella famiglia di Pavel Olevantsev, arriva improvvisamente la notizia che sua figlia è rimasta orfana da un'altra donna. Pavel non sapeva dell'esistenza della ragazza e nemmeno sua moglie poteva saperlo. Non è facile decidere di portare un bambino a casa tua. Ma sarà molto più difficile conquistare la ragazza a se stessa, restituirle la gioia dell'infanzia e la convinzione di non essere sola.